# Амбади (језеро)
Амбади (енгл. Lake Ambadi) је вештачко језеро у Јужном Судану на граници вилајета Вараб и Ел Вахда, око 65 километара источно од града Гогријала и 85 километара североисточно од Вава. Захвата површину од око 20 км². Окружено је са свих страна мочварним земљиштем које је за време кишне сезоне прекривено водом. Налази се на ушћу реке Џур у Бахр ел Газал, које су самим тим, њена притока и отока.